# 美國夏令營國際輔導員計畫
美國夏令營國際輔導員計畫（英語：International Camp Staff Program, ICSP），是由美國童軍所定期舉辦的計畫，其主要目的是讓美國國內的童軍接觸到來自不同國家、文化的童軍，讓美國的童軍對於不同的國家的童軍活動及歷史文化背景及國家狀況有更多的瞭解，藉以開闊美國童軍的國際觀和培養美國童軍「童軍四海一家」的胸襟。
美國童軍於每年邀請世界各國的童軍總會，推荐優秀的童軍伙伴於每年六月中旬左右到其營地服務。ICSP的計畫對參與的童軍伙伴而言是新鮮且富挑戰性的，它帶給了參與這個計畫的各國童軍輔導員接觸美國多元文化的機會和國際服務的經歷，是國際童軍活動中相當具有特色及高度評價的計畫。

## 內容概要
ICSP主要目的是邀請世界各國18~30歲間的童軍或童軍服務員，使之成為美國夏令營的國際輔導員，與美國童軍共渡暑假。一般來說，在夏令營工作的時間約6~8週，而夏令營的開始多在六月間。國際輔導員在營地中可獲免費之食宿及醫療，而在基本義務上要能以英文介紹自己國家的童軍活動及人民生活概況，並能實際教導童軍技能。
凡欲參加ICSP的伙伴均須就下面四類的露營技巧，提出擅長項目。每一類包含多個項目，分別介紹如下:
1. 水上活動類:
  - 划船
  - 操作獨木舟
  - 徒手潛水
  - 救生
  - 帆船駕駛
  - 教導（Instructing）
  - 游泳
  - 使筏（Rafting）
2. 野外生活類
  - 徒步旅行
  - 繩藝
  - 自然研究
  - 定向活動（Orienteering）
  - 登山（Mountaineering）
  - 攀登（Rappelling）
3. 教導課程類
  - 音樂
  - 運動
  - 射箭
  - 說故事
  - 木雕（Woodcarving）
  - 射擊
  - 藝術及手工藝
  - 釣魚
4. 領導管理類
  - 伙食
  - 活動計劃
  - 財務
  - 活動訓練
  - 營務委員（Commissioner）
  - 團領導人員（Troop Leader）
  - 公共關係
  - 營火會設計及執行